# 高雄市美術家聯展
高雄市美術家聯展是台灣高雄市政府所主辦的年度文化展覽，始於1986年。是當地重要的藝術活動，主要由高雄地區藝術家參與。
聯展地點除2007年以前數年曾於高雄市立美術館舉辦外，其餘多半展出於高雄市文化中心。